# Березин, Николай Иванович
Николай Иванович Березин (1917—1986) — советский партийно-государственный и хозяйственный деятель, первый секретарь Архангельского горкома КПСС (1958—1963.

## Биография
Родился в 1917 году в деревне Антроповская Шенкурского уезда Архангельской губернии, ныне — Шенкурского района Архангельской области. Член КПСС с 1942 года.
Участник Великой Отечественной войны. С 1942 года — на хозяйственной, общественной и политической работе. В 1942—1977 гг. — секретарь Архангельского обкома ВЛКСМ, первый секретарь Архангельского горкома ВЛКСМ, заведующий отделом пропаганды и агитации Архангельского горкома КПСС, второй, первый секретарь Котласского горкома КПСС, заведующий отделом лесной промышленности Архангельского обкома КПСС, первый секретарь Архангельского горкома КПСС, заведующий отделом лесной промышленности обкома КПСС, секретарь Архангельского обкома КПСС по вопросам ЛПК), начальник Архангельского государственного промышленного хозрасчетного объединения «Архлеспром».
Делегат XXI и XXII съездов КПСС.
Умер в Архангельске в 1986 году.